# Encyclopedia Astronautica

Encyclopedia Astronautica este un site de referință pentru călătoriile în spațiu. Un catalog cuprinzător de vehicule, tehnologie, astronauți și zboruri, aceste include informații din majoritatea țărilor care au realizat un program activ de cercetare în domeniul rachetelor, de la Robert Goddard la naveta spațială NASA la  naveta spațială sovietică Buran. 
Este întreținut de entuziastul de spațiu și autorul Mark Wade. El a adunat astfel de informații în cea mai mare parte a vieții sale. 